# Grenzach (stacja kolejowa)
Grenzach – stacja kolejowa w Grenzach (gmina Grenzach-Wyhlen), w kraju związkowym Badenia-Wirtembergia, w Niemczech. Stacja posiada 2 perony, między stacjami Grenzach a Basel Badischer Bahnhof przebiega granica niemiecko-szwajcarska.

## Połączenia
Na stacji zatrzymują się pociągi Regionalbahn.
Połączenia (stacje końcowe):
- Bazylea
- Lauchringen
- Singen (Hohentwiel)
- Waldshut-Tiengen